# Pruflas: Book of Angels Volume 18
Pruflas: Book of Angels Volume 18 es un álbum con composiciones de John Zorn interpretadas por el clarinetista David Krakauer. Es el disco número dieciocho del segundo libro Masada, "The Book of Angels".

## Recepción
Denti Alligator  declaró: "Krakauer es, por supuesto, un veterano músico klezmer que ha dirigido y contribuido a una impresionante variedad de grabaciones tanto en entornos más tradicionales como en diversos proyectos de fusión. En este grupo logra fusionar klezmer con un poco de funk, algo de rock y un poco de música electrónica. El resultado es, en su mayoría, emocionante".

## Lista de pistas
Todas las  composiciones por John Zorn
1. "Ebuhuel" - 3:51
2. "Kasbeel" - 4:17
3. "Vual" - 4:58
4. "Parzial-Oranir" - 11:10
5. "Egion" - 5:43
6. "Neriah-Mahariel" - 7:03
7. "Tandal" - 3:35
8. "Monadel" - 5:51

## Integrantes
- David Krakauer - clarinete, clarinete bajo
- Sheryl Baile - guitarra
- Jerome Harris - bajo eléctrico, voz
- Keepalive - laptop
- Michael Sarin - batería